# Lidwine Rakotozafinoro
Lidwine Pelagie Rakotozafinoro (* 27. Juni 1978) ist eine madagassische Fußballschiedsrichterassistentin.
Seit 2004 steht sie auf der Liste der FIFA-Schiedsrichter und leitet internationale Fußballspiele.
Rakotozafinoro war unter anderem Schiedsrichterassistentin bei der Weltmeisterschaft 2011 in Deutschland (im Gespann von Thérèse Neguel), bei der Weltmeisterschaft 2015 in Kanada (im Gespann von Gladys Lengwe) und bei der Weltmeisterschaft 2019 in Frankreich (im Gespann von Salima Mukansanga), bei denen sie dreimal jeweils ein WM-Spiel leitete.
Zudem war sie beim olympischen Fußballturnier 2012 in London, bei der U-17-Weltmeisterschaft 2014 in Costa Rica und bei der U-20-Weltmeisterschaft 2018 in Frankreich im Einsatz.